# NGC 2955
NGC 2955 (другие обозначения — UGC 5166, MCG 6-21-73, ZWG 181.82, KARA 361, IRAS09382+3606, PGC 27666) — спиральная галактика (Sb) в созвездии Малого Льва. Открыта Уильямом Гершелем в 1786 году.
Этот объект входит в число перечисленных в оригинальной редакции «Нового общего каталога».

## Описание
Галактика NGC 2955 находится в созвездии Малого Льва примерно в 319 млн световых лет от Млечного Пути (расстояние определено по закону Хаббла). Измерения, не основанные на красном смещении, дают расстояние 90 ± 21 Мпк (~300 млн световых лет), что находится в пределах расстояний, рассчитанных с использованием значения на красном смещении. Космологическое красное смещение z = +0,023329 ± 0,000143.
В галактике наблюдается три кольца, вероятно, связанных с резонансами Линдблада. В галактике нет выраженного пологого участка кривой вращения.
Класс светимости объекта NGC 2955 — II, он имеет широкую линию HI. Галактика наблюдается внутри группы, однако галактики этой группы (NGC 2965, IC 2500, NGC 2971 и др.) имеют радиальную скорость на несколько сотен км/с меньше; следовательно, NGC 2955 находится на несколько мегапарсек дальше и является по отношению к группе галактикой поля, то есть она не принадлежит этой группе и гравитационно изолирована.
Дрейер описал объект как «весьма слабый, довольно маленький, неправильно-округлой формы, яркость плавно увеличивается к середине, пятнистый, но детали неразличимы», поблизости больше ничего нет, поэтому идентификация определена.

## Обнаружение и наблюдения
Объект NGC 2955 был открыт немецко-британским астрономом Уильямом Гершелем 28 марта 1786 года.
Галактика является спиральной, её тип по морфологической классификации галактик определён как Sb. Видимая звёздная величина составляет 12,8m, фотографическая звёздная величина — 13,6m, поверхностная яркость — 12,7m с квадратной минуты дуги.
В галактике 9 января 2015 года японским астрономом Коити Итагаки была обнаружена сверхновая типа Ia, получившая обозначение SN 2015A. Её пиковая видимая звёздная величина составила 16,6m.

### Астрономические данные
Экваториальные координаты галактики: прямое восхождение — 09ч 41м 16,4с, склонение — +35° 52′ 58″ (координаты относятся к эпохе J2000.0). Угловое положение — 162°. Радиальная скорость — 7011 км/с.